# Klinkerharmonie
| De indeling van de klinkers in drie groepen in het Hongaarse klinkerharmonie |                              |                              |
| lipronding, klinkerronding                                                   | tongstand, articulatieplaats | tongstand, articulatieplaats |
| lipronding, klinkerronding                                                   | achterklinker, velaar        | voorklinker, palataal        |
| zonder ronding                                                               | «a», «á»                     | «e», «é», «i», «í»           |
| met ronding                                                                  | «o», «ó», «u», «ú»           | «ö», «ő», «ü», «ű»           |

De term klinkerharmonie of vocaalharmonie duidt strikt genomen het verschijnsel aan dat klinkers in een woord 'harmoniëren', dat wil zeggen bepaalde articulatiekenmerken gemeen hebben. Dat kunnen zowel kenmerken van de plaats als van de wijze van articulatie zijn.
Vaak voorkomende vormen van klinkerharmonie zijn:
- het verschijnsel dat de lipvorm bij alle klinkers gelijk is (hetzij gerond, hetzij gespreid);
- het verschijnsel dat alle klinkers hetzij voor, hetzij achter in de mond worden uitgesproken.

In engere zin wordt de term klinkerharmonie met name gebruikt voor het beschrijven van bepaalde morfonologische gevallen waarin een stamwoord affixen (voor- en achtervoegsels) selecteert waarin de klinkers met die van het stamwoord harmoniëren. Dat laat zich goed illustreren aan het voorbeeld van de Turkse talen, die een rijk systeem van klinkerharmonie kennen. Zo krijgen in het Turks zelfstandige naamwoorden met in de laatste lettergreep een voorklinker de meervoudsuitgang -ler (met eveneens een voorklinker), die met een achterklinker de uitgang -lar (met eveneens een achterklinker).
Voorbeeld: evler (huizen) naast kitaplar (boeken)
Gelijkaardige mechanismen zijn aanwezig in de meeste Finoegrische talen, zoals in het Hongaars en het Fins (maar niet het Estisch) en in het Koreaans.

## Umlaut
Een  bekender verschijnsel dat men onder klinkerharmonie in zijn eerstgenoemde, ruime definitie kan vatten is de toevoeging van simulfixen, wat in West-Germaanse talen meestal neerkomt op umlaut. Dit is het in het Nederlands en Duits voorkomende verschijnsel dat stamklinkers articulatiekenmerken overnemen van de klinkers in een achtervoegsel.
Vaak wordt umlaut van klinkerharmonie onderscheiden, omdat uitgegaan wordt van klinkerharmonie in de engere zin.